# Leave Everything Behind
«Leave Everything Behind» — міні-альбом шведського павер-металкор-гурту Amaranthe. Реліз відбувся 18 лютого 2009.

## Список композицій
| #     | Назва                     | Тривалість |
| ----- | ------------------------- | ---------- |
| 1.    | «Hunger»                  | 3:13       |
| 2.    | «Leave Everything Behind» | 3:19       |
| 3.    | «Enter the Maze»          | 4:05       |
| 4.    | «Act of Desperation»      | 3:05       |
| 5.    | «Director's Cut»          | 4:44       |
| 18:26 |                           |            |

## Учасники запису
- Еліз Рюд — чистий жіночий вокал
- Джейк І. Лундберг — чистий чоловічий вокал
- Андреас Сольвестром — гроулінг
- Олоф Морк — гітара, клавішні
- Мортен Лове Сорен — ударні